# Grand Prix de la ville de Roulers
Le Grand Prix de la ville de Roulers (en néerlandais : GP Stad Roeselare) est une course cycliste sur route féminine qui se tient tous les ans depuis 2007 autour de la ville de Roulers, en Belgique (Flandre-Occidentale).

## Palmarès de l'épreuve
| Année | Vainqueur            | Deuxième                   | Troisième            |
| 2007  | Martine Bras         | Emma Johansson             | Tanja Schmidt-Hennes |
| 2008  | Loes Markerink       | Annemiek van Vleuten       | Kim Anderson         |
| 2009  | Kirsten Wild         | Rochelle Gilmore           | Liesbet De Vocht     |
| 2010  | Kirsten Wild         | Chloe Hosking              | Annemiek van Vleuten |
| 2011  | Amber Neben          | Emma Johansson             | Adrie Visser         |
| 2012  | Annemiek van Vleuten | Christelle Ferrier-Bruneau | Linda Villumsen      |